# Ida Karstoft
Ida Kathrine Karstoft (* 29. Oktober 1995 in Lemvig) ist eine dänische Leichtathletin und ehemalige Fußballspielerin. Bevor sie sich auf den Sprint spezialisierte und dänische Landesrekorde über 100 und 200 Meter aufstellte, war sie als Abwehrspielerin aktiv. Sie spielte unter anderem für Brøndby IF, gewann nationale Titel und war Mitglied der dänischen Fußballnationalmannschaft.

## Karriere

### Fußball
Karstoft begann ihre Fußballlaufbahn in ihrer westjütischen Heimat beim Lemvig GF und wechselte 2011 zum Thisted FC, mit dessen U18-Mannschaft sie 2013 die dänische Jugendmeisterschaft gewann. Die Abwehrspielerin schloss sich 2013 dem Erstligisten Team Viborg an und wechselte im Sommer 2015 zu Brøndby IF, wo sie bis Ende 2016 unter Vertrag stand. Mit Brøndby gewann Karstoft in der Saison 2016/17 das Double aus Meisterschaft und Pokal und kam auch zu vier Einsätzen in der UEFA Women’s Champions League.
Auf internationaler Ebene absolvierte Karstoft 14 U17- und 23 U19-Länderspiele für Dänemark und gehörte 2012 zur dänischen U17-Auswahl, die bei der Europameisterschaft in Nyon den dritten Platz belegte. Im Januar 2015 gab sie in zwei Testspielen gegen Neuseeland ihr Debüt in der A-Nationalmannschaft und kam insgesamt auf zwei Einsätze. Nach zahlreichen Verletzungen und auf Anraten eines Leichtathletiktrainers beendete die damals 21-Jährige Ende 2016 ihre Fußballkarriere vorzeitig, um sich auf die Leichtathletik zu konzentrieren.

### Leichtathletik
Erste internationale Erfahrungen sammelte Ida Karstoft im Jahr 2018, als sie bei den Europameisterschaften in Berlin mit der dänischen 4-mal-100-Meter-Staffel mit 44,09 s im Vorlauf ausschied. Bei den IAAF World Relays 2019 in Yokohama verhalf sie der Mannschaft zum Finaleinzug und im Herbst verpasste sie bei den Weltmeisterschaften in Doha mit 43,92 s den Finaleinzug. Bei den World Athletics Relays 2021 im polnischen Chorzów verhalf sie der Mannschaft erneut zum Finaleinzug. Im August nahm sie mit der 4-mal-100-Meter-Staffel an den Olympischen Spielen in Tokio teil und verpasste dort trotz neuer Rekordzeit von 43,51 s den Finaleinzug. Im Februar 2022 verbesserte sie mehrmals den Hallenrekord über 200 Meter auf aktuell 23,22 s. Im Jahr darauf startete sie im 60-Meter-Lauf bei den Hallenweltmeisterschaften in Belgrad und schied dort mit 7,30 s im Halbfinale aus. Während der Freiluftsaison verbesserte sie den dänischen Landesrekord über 200 Meter kontinuierlich und siegte Mitte Juni in 22,73 s bei den Bislett Games in Oslo und anschließend in 22,67 s beim Meeting Madrid, ehe sie beim Bauhaus-Galan in 22,90 s Dritte wurde. Im Juli erreichte sie bei den Weltmeisterschaften in Eugene das Halbfinale und schied dort mit 22,84 s aus und mit der 4-mal-100-Meter-Staffel verpasste sie mit 43,46 s den Finaleinzug. Anschließend gewann sie bei den Europameisterschaften in München in 22,72 s die Bronzemedaille hinter der Schweizerin Mujinga Kambundji und Dina Asher-Smith aus dem Vereinigten Königreich. Nach einem Jahr Wettkampfpause steigerte sie 2024 den Landesrekord über 200 Meter auf 22,60 s schied im August bei den Olympischen Sommerspielen in Paris im Vorlauf aus.
2018 wurde Karstoft dänische Meisterin im 400-Meter-Lauf im Freien sowie Hallenmeisterin über 200 Meter. Ebenso wurde sie 2022 dänische Hallenmeisterin über 60 Meter.

## Persönliche Bestzeiten
- 100 Meter: 11,32 s (+0,2 m/s), 11. Juni 2022 in Hvidovre (dänischer Rekord)
  - 60 Meter (Halle): 7,24 s, 2. März 2022 in Århus (dänischer Rekord)
- 200 Meter: 22,60 s (+1,4 m/s), 12. April 2024 in Gainesville (dänischer Rekord)
  - 200 Meter (Halle): 23,22 s, 13. Februar 2022 in Uppsala (dänischer Rekord)
- 400 Meter: 55,96 s, 25. August 2018 in Odense